# 明日へのエール〜ことばにのせて〜
『明日へのエール〜ことばにのせて〜』（あすへのエール ことばにのせて）は、TBSラジオで2013年4月6日から2025年3月29日まで放送されていたラジオ番組。

## 番組概要
この番組では“ことば”は、人間だけに与えられた、大切なコミュニケーションツールであって、そのことばによって勇気づけられたり、救われたり、そして、時として、私たちに大きな力を与えてくれるという、そんなことばを“花束”にしてリスナーのもとへ届けて、エールを送っていくという番組。また、リスナーの忘れられない「ことば」、心に残る「ことば」も紹介していく。
なお、番組提供スポンサーの創価学会は2013年3月31日に終了した『あなたへモーニングコール』から、この番組に移行した。
2016年3月末で多くのネット局で放送が終了。同年4月からは七大都市圏での放送となっている。
2020年4月より放送時間が15分短縮される。
2023年4月より番組内容がリニューアルされ、スタジオパートナーが追加されるとともに番組タイトルが『明日へのエール』となる。
2025年3月をもって番組が終了。スポンサーの創価学会は平日5:30 - 6:30の「Brand-New Morning」枠内の「今日、なに話す?」のコーナースポンサーに移行し、9年ぶりに同社のフルネットでの提供が復活する。

## 出演
- パーソナリティー - 西村江太郎
- パーソナリティー（2023年4月 - ） - 上杉桜子（2014年6月 - 2023年3月はリポーター）
- リポーター - 田代沙織

### 過去の出演
- リポーター - 安藤あや菜（2013年4月 - 2014年6月）

## ネット局

### 現在
放送時間の早い順から記載。
| 放送対象地域 | 放送局名           | 放送時間           | 放送開始日     | 遅れ日数   | 備考   |
| ------------ | ------------------ | ------------------ | -------------- | ---------- | ------ |
| 関東広域圏   | TBSラジオ（TBS）   | 土曜 21:00 - 21:45 | 2013年4月6日 - | 制作局     | 制作局 |
| 北海道       | 北海道放送（HBC）  | 土曜 19:00 - 19:45 | 2013年4月6日 - | 2時間先行  | [ 3 ]  |
| 宮城県       | 東北放送（TBC）    | 土曜 21:00 - 21:45 | 2013年4月6日 - | 同時ネット | [ 4 ]  |
| 関西広域圏   | MBSラジオ（MBS）   | 土曜 21:00 - 21:45 | 2013年4月6日 - | 同時ネット | [ 5 ]  |
| 広島県       | 中国放送（RCC）    | 土曜 21:00 - 21:45 | 2013年4月6日 - | 同時ネット | [ 6 ]  |
| 福岡県       | RKB毎日放送（RKB） | 土曜 21:00 - 21:45 | 2013年4月6日 - | 同時ネット | [ 7 ]  |
| 東海広域圏   | CBCラジオ（CBC）   | 日曜 20:00 - 20:45 | 2013年4月7日 - | 1日遅れ    | [ 8 ]  |

### 過去
| 放送対象地域   | 放送局名                      | 放送時間           | 放送期間                     | 遅れ日数   | 後番組 | 備考   |
| -------------- | ----------------------------- | ------------------ | ---------------------------- | ---------- | --- | ------ |
| 静岡県         | 静岡放送（SBS）               | 土曜 20:30 - 21:30 | 2013年4月6日 - 2016年3月26日 | 30分先行   | 『簡易恋愛プログラム 宮川賢のデートの時間でそ?!』 （19:00 - 21:00） 『テキトーナイト!!』 （21:00 - 23:30）                                | [ 9 ]  |
| 岩手県         | IBC岩手放送（IBC）            | 土曜 21:00 - 22:00 | 2013年4月6日 - 2016年3月26日 | 同時ネット | 『キニナル』 |        |
| 秋田県         | 秋田放送（ABS）               | 土曜 21:00 - 22:00 | 2013年4月6日 - 2016年3月26日 | 同時ネット | 『清水富美加 みなぎるPM』 （21:00 - 21:30） 『音楽☆とらのアナ』 （21:30 - 22:00）                                                         |        |
| 山形県         | 山形放送（YBC）               | 土曜 21:00 - 22:00 | 2013年4月6日 - 2016年3月26日 | 同時ネット | 『爆笑コメディアンズの番組タイトル募集中! Ver 1.1』                                                                                       |        |
| 福島県         | ラジオ福島（rfc）             | 土曜 21:00 - 22:00 | 2013年4月6日 - 2016年3月26日 | 同時ネット | 『Silent Sirenのサイレンナイト』 （21:00 - 21:10） 『アイくるとサタデート』 （21:10 - 21:30） 『AKB48 今夜は帰らない…』 （21:30 - 22:00） |        |
| 新潟県         | 新潟放送（BSN）               | 土曜 21:00 - 22:00 | 2013年4月6日 - 2016年3月26日 | 同時ネット | 『志の輔ラジオ 落語DEデート』 （21:00 - 21:40） 『水森かおりの歌謡紀行』 （21:40 - 21:55） 『新潟日報ニュース』 （21:55 - 22:00）         |        |
| 長野県         | 信越放送（SBC）               | 土曜 21:00 - 22:00 | 2013年4月6日 - 2016年3月26日 | 同時ネット | 『乃木坂46の「の」』 （21:00 - 21:30） 『NGT48のガチ!ガチ?カウントダウン!』 （21:30 - 22:00）                                             |        |
| 石川県         | 北陸放送（MRO）               | 土曜 21:00 - 22:00 | 2013年4月6日 - 2016年3月26日 | 同時ネット | 『八神純子 Music Town』 |        |
| 岡山県         | 山陽放送（RSK）               | 土曜 21:00 - 22:00 | 2013年4月6日 - 2016年3月26日 | 同時ネット | 『今晩は 吉永小百合です』 （21:00 - 21:30） 『河田兼良のMUSICエルドラド』 （21:30 - 22:00）                                               | [ 10 ] |
| 香川県         | 西日本放送（RNC）             | 土曜 21:00 - 22:00 | 2013年4月6日 - 2016年3月26日 | 同時ネット | 『鈴木康博 メインストリートをつっ走れ!』                                                                                                  |        |
| 愛媛県         | 南海放送（RNB）               | 土曜 21:00 - 22:00 | 2013年4月6日 - 2016年3月26日 | 同時ネット | 『松村邦洋のOH-!邦自慢』 （21:00 - 21:30） 『週刊ここ大ラヂオ』 （21:30 - 22:00）                                                         |        |
| 大分県         | 大分放送（OBS）               | 土曜 21:00 - 22:00 | 2013年4月6日 - 2016年3月26日 | 同時ネット | 『東京ポッド許可局』 |        |
| 熊本県         | 熊本放送（RKK）               | 土曜 21:00 - 22:00 | 2013年4月6日 - 2016年3月26日 | 同時ネット | 『Yabaらじ!』 |        |
| 宮崎県         | 宮崎放送（MRT）               | 土曜 21:00 - 22:00 | 2013年4月6日 - 2016年3月26日 | 同時ネット | 『松村邦洋のOH-!邦自慢』 （21:00 - 21:30） 『まねニケ～ション!』 （21:30 - 22:00）                                                        |        |
| 沖縄県         | 琉球放送（RBC）               | 土曜 21:00 - 22:00 | 2013年4月6日 - 2016年3月26日 | 同時ネット | 『川満聡の今どぅばんじ島ラジオ』 |        |
| 福井県         | 福井放送（FBC）               | 土曜 22:00 - 23:00 | 2013年4月6日 - 2016年3月26日 | 1時間遅れ  | 『私立恵比寿中学 放送部』 （22:00 - 22:30） 『ももいろクローバーZ ももクロくらぶxoxo』 （22:30 - 23:00）                                  |        |
| 和歌山県       | 和歌山放送（wbs）             | 土曜 22:00 - 23:00 | 2013年4月6日 - 2016年3月26日 | 1時間遅れ  | 『相田翔子のスウィート・ソレイユ』 （22:00 - 22:30） 『ミュージックプラスSP』 （22:30 - 23:00）                                           |        |
| 島根県・鳥取県 | 山陰放送（BSS）               | 土曜 22:00 - 23:00 | 2013年4月6日 - 2016年3月26日 | 1時間遅れ  | 『おどろき戦隊 モモノキファイブ』 |        |
| 山口県         | 山口放送（KRY）               | 土曜 22:00 - 23:00 | 2013年4月6日 - 2016年3月26日 | 1時間遅れ  | 『ジャニーズWEST もぎたて関ジュース』 （22:00 - 22:30） 『清水富美加 みなぎるPM』 （22:30 - 23:00）                                       |        |
| 徳島県         | 四国放送（JRT）               | 土曜 22:00 - 23:00 | 2013年4月6日 - 2016年3月26日 | 1時間遅れ  | 『かつお&さおりのB級ラジオ図鑑』 |        |
| 高知県         | 高知放送（RKC）               | 土曜 22:00 - 23:00 | 2013年4月6日 - 2016年3月26日 | 1時間遅れ  | 『ウィリアムス浩子のMY ROOM JAZZ』 （22:00 - 22:30） 『亀渕昭信のお宝POPS』 （22:30 - 23:00）                                             |        |
| 長崎県・佐賀県 | 長崎放送（NBC） NBCラジオ佐賀 | 土曜 22:00 - 23:00 | 2013年4月6日 - 2016年3月26日 | 1時間遅れ  | 『NBCカウントダウンサタデー』 |        |
| 鹿児島県       | 南日本放送（MBC）             | 土曜 22:00 - 23:00 | 2013年4月6日 - 2016年3月26日 | 1時間遅れ  | 『ライムスター宇多丸のウィークエンド・シャッフル』                                                                                        |        |
| 青森県         | 青森放送（RAB）               | 日曜 21:00 - 22:00 | 2013年4月7日 - 2016年3月27日 | 1日遅れ    | 『ももいろクローバーZ ももクロくらぶxoxo』 （21:00 - 21:30） 『乃木坂46の「の」』 （21:30 - 22:00）                                       |        |
| 山梨県         | 山梨放送（YBS）               | 日曜 21:00 - 22:00 | 2013年4月7日 - 2016年3月27日 | 1日遅れ    | 『松井咲子 呼吸するクラシック』 | [ 11 ] |
| 富山県         | 北日本放送（KNB）             | 日曜 22:00 - 23:00 | 2013年4月7日 - 2016年3月27日 | 1日遅れ    | 『ももいろクローバーZ ももクロくらぶxoxo』 （22:00 - 22:30） 『ちあきのあにまにあ』 （22:30 - 23:00）                                     |        |